# Гоми, Таканори
Такано́ри Го́ми (яп. 五味隆典; род. 22 сентября 1978, Канагава) — японский боец смешанного стиля, выступает на профессиональном уровне с 1998 года. Известен по участию в турнирах таких организаций как Shooto, Pride, UFC. Первый и единственный чемпион Pride в лёгкой весовой категории.

## Биография
Таканори Гоми родился 22 сентября 1978 года в Канагаве. В возрасте шестнадцати лет во время учёбы в школе начал заниматься боксом, проходил подготовку в зале Сагамихары Ёнекуры, также состоял в школьной команде по лёгкой атлетике и был питчером в бейсбольной команде. Позже увлёкся вольной борьбой, занимался в додзё Кигути, периодически выступая на различных японских борцовских турнирах. Участвовал в соревнованиях по грэпплингу, вершиной его борцовской карьеры стали Всеяпонские чемпионаты по боевой борьбе, где он победил нескольких сильных грэпплеров, в том числе своего будущего оппонента Мицухиро Исиду.

## Профессиональная карьера

### Shooto
В 1997 году Гоми присоединился к японской бойцовской организации Shooto, первое время только тренировался здесь и принимал участие в любительских соревнованиях. Его профессиональный дебют в смешанных единоборствах состоялся в ноябре 1998 года, своего первого соперника Хироси Цурую он победил единогласным решением судей. В течение пяти лет провёл в ММА четырнадцать победных поединков, не потерпев при этом ни одного поражения — преимущественно дрался на турнирах Shooto, но помимо этого провёл один бой в организации Vale Tudo Japan и один бой в гавайском промоушене SuperBrawl.
В частности, в 2001 году Гоми завоевал титул чемпиона Shooto в лёгкой весовой категории, победив единогласным судейским решением бывшего одноклубника Румину Сато. Затем в рейтинговом бою взял верх над известным американским грэпплером Крисом Бреннаном. В 2002 году успешно провёл защиту титула, одержав победу техническим нокаутом во втором раунде в противостоянии с Докондзёносукэ Мисимой.
Лишился титула в августе 2003 года, неожиданно проиграв норвежскому бойцу Йоакиму Хансену — решением большинства судей. Поражение вызвало сильное разочарование среди болельщиков, поскольку Хансен на тот момент имел рекорд в ММА 6-1-1.

### Rumble on the Rock
В октябре 2003 года Гоми выступил в гавайском промоушене Rumble on the Rock, встречался с американским бойцом Би Джей Пенном, будущим чемпионом UFC, и проиграл ему в результате удушающего приёма сзади.

### Pride Fighting Championships
Новой вехой в карьере Таканори Гоми стало подписание контракта с крупнейшей бойцовской организацией в Японии Pride Fighting Championships. Здесь в дебютном поединке техническим нокаутом он победил бразильца Жадисона Косту, затем разобрался с мастером бразильского джиу-джитсу Ральфом Грэйси, нокаутировал его ударом колена уже на шестой секунде первого раунда — это самый быстрый нокаут за всю историю Pride.
В последующих поединках одержал победу над такими известными бойцами как Фабиу Меллу, Чарльз Беннетт и бывший чемпион UFC Дженс Палвер, которого он отправил в нокаут апперкотом на седьмой минуте первого раунда. 2005 год начал с победы над бразильцем Луисом Азереду — бразилец доминировал в их противостоянии, наносил множество ударов ногами, руками и коленями, однако на отметке в 3:46 Гоми нанёс два точных боковых удара, после чего начал добивать оказавшегося на канвасе противника. Впоследствии многие обрушились на японца с критикой, укоряя его за атаку беспомощного бойца. Позже он объяснил неоправданную агрессию выплеском адреналина и принёс извинения за свои действия.
Поскольку Гоми уже победил двух бойцов бразильского клуба Chute Box, Жадсона Косту и Луиса Азереду, промоторы назначили ему в соперники третьего, чемпиона Cage Rage в лёгком весе Жеана Силву — японец выиграл единогласным решением судей, вытерпев рычаг локтя на последних секундах.
В том же году руководство Pride объявило о начале гран-при лёгкого веса, турнира на выбывание из восьми бойцов, победитель которого должен стать новым чемпионом организации. Гоми, имея на счету семь побед подряд, принял участие в этом турнире и на стадии четвертьфиналов встретился с соотечественником Тацуей Кавадзири. Бой имел большой интерес среди зрителей, поскольку оба бойца считались первыми номерами лёгкого дивизиона, в итоге Гоми выиграл удушающим приёмом сзади в первом же раунде. В тот же вечер в рамках полуфинала единогласным решением судей во второй раз победил Луиса Азереду. В финале вышел на Хаято Сакураи, победившего на своём пути Дженса Палвера и Йоакима Хансена. Обменявшись несколькими ударами на ногах, Сакураи попытался перевести бой в партер и провёл проход в ноги, однако в результате этих действий сам оказался на полу снизу. Гоми начал наносить удары руками, в то время как Сакураи, пытаясь уйти от ударов, перевернулся и отдал сопернику спину. Через какое-то время бойцы поднялись в стойку, тем не менее, множественные пропущенные удары давали о себе знать, Сакураи выглядел разбитым. Гоми нанёс удар правой и затем провёл комбинацию левой-правой, после чего добил противника ударом правой с боку, отправив его в нокаут в конце четвёртой минуты первого раунда. Таким образом, он стал победителем гран-при и первым чемпионом Pride в лёгкой весовой категории. За эффектный нокаут в финале гран-при порталом Sherdog Гоми был признан лучшим бойцом 2005 года, разделив это звание с бразильцем Маурисиу Руа.
В 2006 году Гоми потерпел поражение от бразильца Маркуса Аурелиу из American Top Team, попавшись в захват-треугольник, выполненный руками. Бой не имел статус титульного, и японец, несмотря на проигрыш, сохранил своё чемпионское звание. В следующем поединке, тоже нетитульном, удушающим приёмом сзади победил француза Давида Барона. В ноябре состоялся матч-реванш с Аурелиу, при этом на сей раз на кону стоял титул организации. Бойцы были крайне осторожны, рефери вынужден был неоднократно призывать соперников к более активным действиям. Аурелиу нанёс несколько удачных джебов, в то время как Гоми часто менял стойку и отвечал ударами ногами. Бразилец пытался проводить тэйкдауны, но в результате оказывался в менее выгодном положении — его соперник, при всём при том, не пользовался преимуществом, и всё заканчивалось тем, что рефери просил бойцов подниматься на ноги. Ни один из бойцов не имел явного перевеса, и судьи в конце концов раздельным решением отдали победу Гоми. Год завершился победой в нетитульном бою над Мацухиро Исидой, тот попытался нанести удар правой ногой, но пропустил контратаку в голову и затем, оказавшись на канвасе, был добит хаммерфистами.
Всего лишь один поединок Гоми провёл в 2007 году, проиграл удушающим приёмом гогоплата ветерану UFC Нику Диасу. Впоследствии Атлетическая комиссия штата Невада признала бой несостоявшимся, поскольку Диас провалил тест на марихуану. Организация Pride вскоре прекратила своё существование, и Таканори Гоми таким образом остался единственным её чемпионом в лёгком весовом дивизионе.

### World Victory Road и снова Shooto
В 2008 году Гоми подписал контракт с новообразованной организацией World Victory Road и на первом её турнире в марте техническим нокаутом победил американца Дуэйна Людвига (у того открылось сильное рассечение). В августе единогласным решением судей выиграл у корейца Сан Гван Пана, в ноябре раздельным решением потерпел поражение от россиянина Сергея Голяева — порталом Sherdog это поражение было признано главным разочарованием 2008 года. Несмотря на проигрыш, Гоми позволили оспорить титул чемпиона организации в лёгком весе в противостоянии с Сатору Китаокой, однако он проиграл в результате болевого приёма на ахиллово сухожилие.
В мае 2009 года Таканори Гоми ради одного боя вернулся в Shooto, встретившись в нетитульном поединке с действующим чемпионом Такаси Накакурой — выиграл этот поединок нокаутом во втором раунде.
Должен был участвовать в турнире Affliction Entertainment, однако турнир отменили, и запланированный бой против бразильца Рафаэлло Оливейры не состоялся. В октябре 2009 года Гоми единодушным судейским решением победил американца Тони Херви, после чего объявил о начале бойцовской карьеры в США.

### Ultimate Fighting Championship
1 января 2010 года стало известно, что Таканори Гоми подписал контракт с крупнейшей бойцовской организацией в мире Ultimate Fighting Championship. Дебютный бой против Кенни Флориана прошёл для него неудачно, на протяжении двух раундов соперник доминировал, нанося постоянные удары в голову и корпус, а в конечном счёте провёл эффективный удушающий приём сзади. Далее Гоми должен был встретиться с Джо Стивенсоном, но тот травмировался, и на замену вышел Тайсон Гриффин — он впервые в своей карьере был нокаутирован, Гоми нанёс точный удар рукой в начале второй минуты первого раунда. Нокаут признали лучшим нокаутом вечера.
В 2011 году Гоми потерпел два поражения, «гильотиной» от Клея Гвиды и рычагом локтя от Нейта Диаса. В следующем году, наоборот, одержал две победы, техническим нокаутом над Эйдзи Мицуокой и раздельным решением судей над Маком Данцигом. В марте 2013 года спорным раздельным решением проиграл Диего Санчесу. Многие обозреватели и эксперты не согласились с мнением судей, считая победителем Гоми, в том числе президент организации Дэйна Уайт отметил, что Санчес выглядел недостаточно хорошо, чтобы считать его победителем. В 2014 году японец единогласным решением победил Айзека Валли-Флагга, поединок был признан лучшим боем вечера, затем техническим нокаутом проиграл Майлзу Джури — это было первое его досрочное поражение в карьере. В 2015 году вновь потерпел поражение, на сей раз от Джо Лаузона.

## Статистика в MMA
| Боёв 52         | Побед 36 | Поражений 15 |
| --------------- | -------- | ------------ |
| Нокаутом        | 14       | 4            |
| Сдачей          | 6        | 8            |
| Решением        | 16       | 3            |
| Не состоявшихся | 1        | 1            |

| Результат    | Рекорд    | Соперник              | Способ                          | Турнир                                            | Дата             | Раунд | Время | Место                           | Примечание |
| ------------ | --------- | --------------------- | ------------------------------- | ------------------------------------------------- | ---------------- | ----- | ----- | ------------------------------- | --- |
| Победа       | 36-15 (1) | Мелвин Гиллард        | KO (удары)                      | Rizin 11                                          | 29 июля 2018     | 1     | 2:33  | Сайтама, Япония                 | |
| Поражение    | 35-15 (1) | Юсуке Ячи             | Сдача (треугольник)             | Rizin World Grand Prix 2017: Final Round          | 31 декабря 2017  | 1     | 2:36  | Сайтама, Япония                 | |
| Поражение    | 35-14 (1) | Донг Хён Ма           | TKO (удары)                     | UFC Fight Night: Saint Preux vs. Okami            | 23 сентября 2017 | 1     | 1:30  | Сайтама, Япония                 | |
| Поражение    | 35-13 (1) | Джон Так              | Сдача (удушение сзади)          | UFC Fight Night: Holm vs. Correia                 | 17 июня 2017     | 1     | 1:12  | Каланг, Сингапур                | |
| Поражение    | 35-12 (1) | Джим Миллер           | TKO (удары)                     | UFC 200                                           | 9 июля 2016      | 1     | 2:18  | Лас-Вегас, Невада, США          | |
| Поражение    | 35-11 (1) | Джо Лозон             | TKO (удары)                     | UFC on Fox: Dillashaw vs. Barão 2                 | 25 июля 2015     | 1     | 2:37  | Чикаго, Иллинойс, США           | |
| Поражение    | 35-10 (1) | Майлз Джури           | TKO (удары)                     | UFC Fight Night: Hunt vs. Nelson                  | 20 сентября 2014 | 1     | 1:32  | Сайтама, Япония                 | |
| Победа       | 35-9 (1)  | Исаак Валли-Флэг      | Единогласное решение            | UFC 172                                           | 26 апреля 2014   | 3     | 5:00  | Балтимор, Мэриленд, США         | «Лучший бой вечера». |
| Поражение    | 34-9 (1)  | Диего Санчес          | Раздельное решение              | UFC on Fuel TV: Silva vs. Stann                   | 3 марта 2013     | 3     | 5:00  | Сайтама, Япония                 | |
| Победа       | 34-8 (1)  | Мак Данциг            | Раздельное решение              | UFC on Fuel TV: Franklin vs. Le                   | 10 ноября 2012   | 3     | 5:00  | Макао, САР, Китай               | «Лучший бой вечера». |
| Победа       | 33-8 (1)  | Эйдзи Мицуока         | TKO (удары)                     | UFC 144                                           | 26 февраля 2012  | 2     | 2:21  | Сайтама, Япония                 | |
| Поражение    | 32-8 (1)  | Нейт Диас             | Сдача (армбар)                  | UFC 135                                           | 24 сентября 2011 | 1     | 4:27  | Денвер, Колорадо, США           | |
| Поражение    | 32-7 (1)  | Клей Гвида            | Сдача (гильотина)               | UFC 125                                           | 1 января 2011    | 2     | 4:27  | Лас-Вегас, Невада, США          | |
| Победа       | 32-6 (1)  | Тайсон Гриффин        | KO (удар)                       | UFC Live: Jones vs. Matyushenko                   | 1 августа 2010   | 1     | 1:04  | Сан-Диего, Калифорния, США      | «Нокаут вечера». |
| Поражение    | 31-6 (1)  | Кенни Флориан         | Сдача (удушение сзади)          | UFC Fight Night: Florian vs. Gomi                 | 31 марта 2010    | 3     | 2:52  | Шарлотт, Северная Каролина, США | |
| Победа       | 31-5 (1)  | Тони Херви            | Единогласное решение            | Vale Tudo Japan 2009                              | 30 октября 2009  | 5     | 5:00  | Токио, Япония                   | |
| Победа       | 30-5 (1)  | Такаши накакура       | KO (удары)                      | Shooto: Shooto Tradition Final                    | 10 мая 2009      | 2     | 4:42  | Токио, Япония                   | |
| Поражение    | 29-5 (1)  | Сатору китаока        | Сдача (замок ахилла)            | World Victory Road Presents: Sengoku no Ran 2009  | 4 января 2009    | 1     | 1:41  | Сайтама, Япония                 | Чемпионат Sengoku в легком весе.                                                                                          |
| Поражение    | 29-4 (1)  | Сергей Голяев         | Раздельное решение              | World Victory Road Presents: Sengoku 6            | 1 ноября 2008    | 3     | 5:00  | Сайтама, Япония                 | |
| Победа       | 29-3 (1)  | Тэ Хён Бан            | Единогласное решение            | World Victory Road Presents: Sengoku 4            | 24 августа 2008  | 3     | 5:00  | Сайтама, Япония                 | |
| Победа       | 28-3 (1)  | Дуэйн Людвиг          | TKO (остановка врачом)          | World Victory Road Presents: Sengoku First Battle | 5 марта 2008     | 1     | 2:28  | Токио, Япония                   | |
| Не состоялся | 27-3 (1)  | Ник Диас              | Не состоялся                    | Pride 33                                          | 24 февраля 2007  | 2     | 1:46  | Лас-Вегас, Невада, США          | Первоначально победа Диаса сабмишеном (гогоплата); опрокинут после того, как он дал положительный результат на марихуану. |
| Победа       | 27-3      | Мицухиро Исида        | TKO (удары)                     | Pride FC Shockwave 2006                           | 31 декабря 2006  | 1     | 1:14  | Сайтама, Япония                 | Нетитульный бой. |
| Победа       | 26-3      | Маркус Аурелио        | Раздельное решение              | Pride Bushido 13                                  | 5 ноября 2006    | 2     | 5:00  | Йокогама, Япония                | Защитил титул чемпиона Pride в лёгком весе.                                                                               |
| Победа       | 25-3      | Давид Барон           | Сдача (удушение сзади)          | Pride Bushido 12                                  | 26 августа 2006  | 1     | 7:10  | Нагоя, Япония                   | Нетитульный бой. |
| Поражение    | 24-3      | Маркус Аурелио        | Техническая сдача (треугольник) | Pride Bushido 10                                  | 2 апреля 2006    | 1     | 4:34  | Токио, Япония                   | Нетитульный бой. |
| Победа       | 24-2      | Хаято Сакураи         | KO (удары)                      | Pride Shockwave 2005                              | 31 декабря 2005  | 1     | 3:56  | Сайтама, Япония                 | Завоевал титул чемпиона Pride в легком весе. Финал Гран-при Pride 2005 в легком весе.                                     |
| Победа       | 23-2      | Луис Азереду          | Единогласное решение            | Pride Bushido 9                                   | 25 сентября 2005 | 2     | 5:00  | Токио, Япония                   | Полуфинал Гран-при Pride 2005 в легком весе.                                                                              |
| Победа       | 22-2      | Тацуя Кавадзири       | Сдача (удушение сзади)          | Pride Bushido 9                                   | 25 сентября 2005 | 1     | 7:42  | Токио, Япония                   | Четвертьфинал Гран-при Pride 2005 в легком весе.                                                                          |
| Победа       | 21-2      | Жан Сильва            | Единогласное решение            | Pride Bushido 8                                   | 17 июля 2005     | 2     | 5:00  | Нагоя, Япония                   | |
| Победа       | 20-2      | Луис Азереду          | KO (удары)                      | Pride Bushido 7                                   | 22 мая 2005      | 1     | 3:46  | Токио, Япония                   | |
| Победа       | 19-2      | Дженс Пулвер          | KO (удар)                       | Pride Shockwave 2004                              | 31 декабря 2004  | 1     | 6:21  | Сайтама, Япония                 | |
| Победа       | 18-2      | Чарльз Беннет         | Техническая сдача (кимура)      | Pride Bushido 5                                   | 14 октября 2004  | 1     | 5:52  | Осака, Япония                   | |
| Победа       | 17-2      | Фабио Мелло           | TKO (удары)                     | Pride Bushido 4                                   | 19 июля 2004     | 1     | 8:07  | Нагоя, Япония                   | |
| Победа       | 16-2      | Ральф Грейси          | KO (колено)                     | Pride Bushido 3                                   | 23 мая 2004      | 1     | 0:06  | Йокогама, Япония                | Самый быстрый нокаут в истории Pride FC.                                                                                  |
| Победа       | 15-2      | Джейдисон Коста       | TKO (удары)                     | Pride Bushido 2                                   | 15 февраля 2004  | 1     | 4:55  | Йокогама, Япония                | |
| Поражение    | 14-2      | Би Джей Пенн          | Сдача (удушение сзади)          | Rumble on the Rock 4                              | 10 октября 2003  | 3     | 2:35  | Гонолулу, Гавайи, United States | |
| Поражение    | 14-1      | Йоахим Хансен         | Решение большинства             | Shooto: Yokohama Cultural Gymnasium               | 10 августа 2003  | 3     | 5:00  | Йокогама, Япония                | Утратил титул чемпиона Shooto в легком весе.                                                                              |
| Победа       | 14-0      | Ник Эртл              | Сдача (армбар)                  | Shooto: Korakuen Hall                             | 23 февраля 2003  | 1     | 4:59  | Токио, Япония                   | Нетитульный бой. |
| Победа       | 13-0      | Доконджоносукэ Мисима | TKO (удары)                     | Shooto: Year End Show 2002                        | 14 декабря 2002  | 2     | 0:52  | Ураясу, Япония                  | Защитил титул чемпиона Shooto в лёгком весе.                                                                              |
| Победа       | 12-0      | Крисс Бреннан         | Единогласное решение            | Shooto: Treasure Hunt 10                          | 16 сентября 2002 | 3     | 5:00  | Йокогама, Япония                | Нетитульный бой. |
| Победа       | 11-0      | Леонардо Сантос       | Решение большинства             | Shooto: Treasure Hunt 7                           | 29 июня 2002     | 3     | 5:00  | Сакаи, Япония                   | Нетитульный бой. |
| Победа       | 10-0      | Румина Сато           | Единогласное решение            | Shooto: To The Top Final Act                      | 16 декабря 2001  | 3     | 5:00  | Ураясу, Япония                  | Завоевал титул чемпиона Shooto в легком весе.                                                                             |
| Победа       | 9-0       | Райан Боу             | Единогласное решение            | Shooto: R.E.A.D. 12                               | 12 ноября 2000   | 3     | 5:00  | Токио, Япония                   | |
| Победа       | 8-0       | Пол Родригес          | Единогласное решение            | Shooto: R.E.A.D. 6                                | 16 июля 2000     | 3     | 5:00  | Токио, Япония                   | |
| Победа       | 7-0       | Хуандерсон Павао      | Единогласное решение            | Shooto: R.E.A.D. 3                                | 2 апреля 2000    | 3     | 5:00  | Кадома, Япония                  | |
| Победа       | 6-0       | Джонни Эдуардо        | Сдача (удушение сзади)          | Vale Tudo Japan 1999                              | 11 декабря 1999  | 3     | 1:43  | Ураясу, Япония                  | |
| Победа       | 5-0       | Такуя Кавабара        | Единогласное решение            | Shooto: Renaxis 4                                 | 5 сентября 1999  | 3     | 5:00  | Токио, Япония                   | |
| Победа       | 4-0       | Стивен Паллинг        | Сдача (удушение сзади)          | SuperBrawl 12                                     | 1 июня 1999      | 1     | 3:06  | Гонолулу, Гавайи, США           | |
| Победа       | 3-0       | Такуя Кувабара        | Единогласное решение            | Shooto: Renaxis 1                                 | 28 марта 1999    | 3     | 5:00  | Токио, Япония                   | |
| Победа       | 2-0       | Казумичи Такада       | TKO (удары)                     | Shooto: Devilock Fighters                         | 15 января 1999   | 2     | 3:42  | Токио, Япония                   | |
| Победа       | 1-0       | Хироши Цуруя          | Decision (unanimous)            | Shooto: Las Grandes Viajes 6                      | 27 ноября 1998   | 3     | 5:00  | Токио, Япония                   | |